# العلاقات الغابونية اللاوسية
العلاقات الغابونية اللاوسية هي العلاقات الثنائية التي تجمع بين الغابون ولاوس.

## مقارنة بين البلدين
هذه مقارنة عامة ومرجعية للدولتين:
| وجه المقارنة                                              | الغابون                        | لاوس        |
| --------------------------------------------------------- | ------------------------------ | ----------- |
| المساحة (كم2)                                             | 267.67 ألف                     | 236.80 ألف  |
| عدد السكان (نسمة)                                         | 2.03 مليون                     | 6.86 مليون  |
| الكثافة السكانية (ن./كم²)                                 | 7.58                           | 28.97       |
| العاصمة                                                   | ليبرفيل                        | فيينتيان    |
| اللغة الرسمية                                             | لغة فرنسية                     | اللغة اللاو |
| العملة                                                    | فرنك وسط أفريقي                | كيب لاوي    |
| الناتج المحلي الإجمالي (بليون دولار)                      | 14.62 مليار                    | 16.85 مليار |
| الناتج المحلي الإجمالي (تعادل القوة الشرائية) بليون دولار | 34.65 مليار                    | 38.71 مليار |
| الناتج المحلي الإجمالي الاسمي للفرد دولار أمريكي          | 8.27 ألف                       | 1.82 ألف    |
| الناتج المحلي الإجمالي للفرد دولار أمريكي                 | 19.43 ألف                      |             |
| مؤشر التنمية البشرية                                      | 0.684                          | 0.575       |
| رمز المكالمات الدولي                                      | +241                           | +856        |
| رمز الإنترنت                                              | .ga                            | .la         |
| المنطقة الزمنية                                           | ت ع م+01:00، توقيت غرب أفريقيا | ت ع م+07:00 |

## منظمات دولية مشتركة
يشترك البلدان في عضوية مجموعة من المنظمات الدولية، منها:
| علم المنظمة | اسم المنظمة                        | تاريخ انضمام الغابون | تاريخ انضمام لاوس |
| ----------- | ---------------------------------- | -------------------- | ----------------- |
|             | يونسكو                             | 16 نوفمبر 1960       | 9 يوليو 1951      |
|             | مؤسسة التمويل الدولية              | 20 أكتوبر 1970       | 29 يناير 1992     |
|             | منظمة حظر الأسلحة الكيميائية       | ?                    | ?                 |
|             | مؤسسة التنمية الدولية              | 4 نوفمبر 1963        | 28 أكتوبر 1963    |
|             | وكالة ضمان الاستثمار متعدد الأطراف | 26 مارس 2003         | 5 أبريل 2000      |
|             | منظمة الشرطة الجنائية الدولية      | ?                    | ?                 |
|             | الأمم المتحدة                      | 20 سبتمبر 1960       | 14 ديسمبر 1955    |
|             | البنك الدولي للإنشاء والتعمير      | 10 سبتمبر 1963       | 5 يوليو 1961      |